# Künstliche Intelligenz in der Materialwissenschaft
Künstliche Intelligenz in der Materialwissenschaft ist ein stark wachsender Teilbereich der künstlichen Intelligenz (KI), bei dem Daten dazu genutzt werden sollen, um neue Materialien zu entdecken oder Forschende bei der Entdeckung dieser zu unterstützen.

## Daten in der Materialwissenschaft
In der Materialwissenschaft werden Daten primär durch Experimente und Computersimulationen gewonnen. Dabei entsteht eine große Menge an Daten und Meta-Daten, die verarbeitet und abgespeichert werden müssen, um anschließend für die unterschiedlichen KI-Ansätze benutzt werden zu können. Da die Materialforschung einen starken interdisziplinären Charakter besitzt, werden Daten aus der Physik, Chemie und den Ingenieurwissenschaften verwendet, aus diesem Grund sind die Datenquellen oft heterogen und es bedarf einer intensiven Vorverarbeitung. Aus diesem Grund ist das Teilen von Daten essentiell für die Forschung an KI in der Materialwissenschaft.
Diesem Teilen stehen allerdings mehrere Barrieren im Weg, die die breite Nutzung von KI in der Materialwissenschaft verhindern:
1. Undurchsichtige Schlagworte, die verhindern, dass ein typischer Materialwissenschaftler ohne Weiteres erkennen kann, wie datengestützte Methoden auf seine Arbeit angewendet werden könnten
2. Eigenheiten der von einzelnen Forschern bevorzugten Datenverarbeitungsprozesse
3. Eine Vielzahl von Interessengruppen, die oft widersprüchliche Ziele verfolgen und aus unterschiedlichen Forschungsbereichen stammen
4. Begrenzte Verfügbarkeit strukturierter Daten und vereinbarter Datenstandards
5. Ein Mangel an klaren Anreizen die eigenen Daten mit anderen zu teilen

Um diese Barrieren zu umgehen, gibt es in der Materialwissenschaft diverse Datenbanken, die ihre Daten der Öffentlichkeit zugänglich machen. Diese beschränken sich meistens auf einen Teilbereich der Materialwissenschaften und werden meist von der jeweiligen wissenschaftlichen Community instand gehalten. Ein Beispiel dafür ist PoLyInfo, eine Datenbank für Polymer-Daten.

## Einsatzmöglichkeiten

### Vorhersage von Materialeigenschaften
Der Großteil der genutzten KI in der Materialwissenschaft dient der Vorhersage von Materialeigenschaften. Dabei werden in der Regel die Materialeigenschaften bereits aus Simulationen oder Experimenten bekannter Materialien als Input-Parameter in ein Machine-Learning-Modell gegeben. Dieses versucht dann durch eine Regression den Raum der noch unbekannten Materialien zu erschließen und ermöglicht es gezielt nach Materialien mit bestimmten Eigenschaften zu suchen, um diese anschließend zu synthetisieren. Oft genutzte Ansätze sind hierbei die Bayes’sche Optimierung, Support Vector Machines (SVM) oder Random Forest Regressoren.

### Vorhersage neuer Materialien
KI kann dazu genutzt werden völlig neue Materialien zu entdecken. Dabei geht es darum neue Materialien mit bestimmten Materialeigenschaften aus dem chemischen Weißraum, also völlig unerforschten Strukturräumen vorherzusagen. Diese Vorhersagen sind meist deutlich komplizierter als die bloße Vorhersage von Eigenschaften bestimmter Materialien und benötigen deswegen größere Datenmengen. Allerdings funktioniert ein Großteil der Vorhersagen neuer Materialien ähnlich wie die Vorhersage von Materialeigenschaften. Deswegen wurde die erste erfolgreiche Vorhersage eines neuen Materials aus dem chemischen Weißraum von einem Random Forest Regressor geschafft.
Neben Regressions-Ansätzen werden auch andere Methoden verwendet, um neue Materialien vorherzusagen, die nicht über die Eigenschaften dieser Materialien funktionieren. So werden zum Beispiel Convolutional Neural Networks (CNNs) dafür eingesetzt, Abbildungen der Struktur von Materialien zu analysieren um weitere mögliche Materialien mit ihren Strukturen vorherzusagen.

### Unterstützung von Experimenten
KI wird außerdem noch dazu eingesetzt, Forschende bei Experimenten zu unterstützen und diese zu leiten. Dabei werden Ansätze mit KI mit Adaptivem Materialdesign, High Throughput Experimentation und Design of Experiments kombiniert.

#### Adaptive Design
Adaptive Design in der Materialwissenschaft versucht die experimentellen Unsicherheiten zu verringern, indem versucht wird vorherzusagen, welches Experiment als Nächstes durchgeführt werden sollte. Dafür wird eine KI eingesetzt, die versucht die erwartete Verbesserung eines Parameters zu einem vorher definierten Ziel zu erhöhen und den Forschenden das Experiment mit der höchsten Verbesserung vorschlägt. Die Ergebnisse des Experiments werden dann wieder als Input der KI verwendet. Dadurch entsteht ein konstanter Feedback-Loop, der Experimente effizienter machen soll.

#### High Throughput Experimentation
Bei der High Throughput Experimentation werden sehr viele Experimente parallel durchgeführt, um schnell viele Daten zu generieren. Ziel ist es den optimalen Wert für einen bestimmten Parameter der Experimente zu finden. Diese optimalen Werte werden mit Hilfe der Daten und einer KI berechnet.

#### Design of Experiments
Design of Experiments (Auch Statistische Versuchsplanung genannt, ist in dem Feld allerdings als Design of Experiments geläufig) ist eine Methode zur Bestimmung der Zusammenhänge der Parameter eines Experiments. Dabei werden mithilfe von KI die Parameter und ihre Zusammenhänge analysiert und die besten Parameter für die Experimente vorhergesagt.

## Validierung der Vorhersagen
Während sich KI in der Materialwissenschaft immer weiter verbreitet, werden die meisten Modelle, die entwickelt werden, nicht validiert. Dies liegt daran, dass es für die Validierung eines KI-Modells sowohl Fachwissen in der Materialwissenschaft als auch in der KI geben muss, was selten ist. Außerdem ist es schwierig, Ergebnisse zu veröffentlichen, wenn sich die Voraussagen der KI nicht validieren lassen. Aus diesem Grund kann es sich als sinnvoll erweisen, die eigenen Ergebnisse unvalidiert zu veröffentlichen und sie von anderen, mit einer größeren Material-Expertise, validieren zu lassen.
Ein Ansatz, die Vorhersagen zu überprüfen, ohne ein Experiment oder eine aufwändige Simulation durchführen zu müssen, ist die Gruppen-Kreuzvalidierung. Dabei werden die Materialien, die als Eingabe für die Modelle genutzt werden, nach ihren chemischen Strukturräumen getrennt. Dadurch können die Voraussagen des Modells in einem Strukturraum in anderen Strukturräumen getestet und validiert werden. So kann sichergegangen werden, dass ein Modell allgemeine Voraussagen treffen kann.